# There Will Never Be Another You
There Will Never Be Another You är en jazzstandard publicerad 1942. Musiken är skriven av Harry Warren och texten av Mack Gordon. Den är en av de mest kända och mest framförda standarderna inom jazzrepertoaren.